# 1. florbalová liga mužů 2011/2012
1. florbalová liga mužů 2011/2012 byla druhou nejvyšší mužskou florbalovou soutěží v Česku v sezóně 2011/2012.
Základní část soutěže hrálo 12 týmů dvakrát každý s každým. Do play-off postoupilo prvních osm týmů. Play-down hrály poslední čtyři týmy.
Vítězem ročníku se stal tým AC Sparta Praha Florbal po porážce týmu FBŠ Hattrick Brno ve finále. Sparta se tak po sestupu z baráže v předchozí sezóně vrátila do Extraligy, kde nahradila sestupující tým Sokol Pardubice. Pro Hattrick, který teprve v minulé sezóně poprvé postoupil do 1. ligy, to byla dosud nejúspěšnější sezóna.
1. liga měla v této sezóně mimo Sparty a Hattricku ještě další čtyři nové účastníky. Po prohře v extraligovém play-down v předchozím ročníku sestoupil do 1. ligy tým FBC Kladno. Z play-up 2. ligy v minulé sezóně mimo Hattricku postoupily týmy FTS Florbal Náchod a FBC Start98. Dodatečně postoupil tým FBC Plzeň, jako náhrada za tým SFK Kozel Počenice, který se do této sezóny 1. ligy nepřihlásil. Pro všechny čtyři týmy to byla první účast v 1. lize. Mimo Hattricku všechny tyto týmy v play-down neuspěly a sestoupily zpět do 2. ligy.
Sestupující týmy byly v následující sezóně nahrazeny týmy FBC Spilka & Horák Česká Lípa, 1. MVIL Ostrava a Spartak Pelhřimov, které postoupily z play-up 2. ligy. Česká lípa postoupila do 1. ligy poprvé, týmy MVIL a Spartak se vrátily po dvou a jedné sezóně v 2. lize.

## Základní část
| Poř. | Tým                            | Z  | V  | VP | PP | P  | VG  | OG  | B  |
| ---- | ------------------------------ | -- | -- | -- | -- | -- | --- | --- | -- |
| 1.   | AC Sparta Praha Florbal        | 22 | 15 | 2  | 1  | 4  | 170 | 117 | 50 |
| 2.   | TJ SAM73 Znojmo                | 22 | 15 | 1  | 1  | 5  | 145 | 114 | 48 |
| 3.   | FBŠ Hattrick Brno              | 22 | 13 | 2  | 2  | 5  | 132 | 97  | 45 |
| 4.   | FBC Kladno                     | 22 | 11 | 2  | 3  | 6  | 126 | 97  | 40 |
| 5.   | TJ Sokol Královské Vinohrady   | 22 | 11 | 1  | 3  | 7  | 161 | 149 | 38 |
| 6.   | Paskov Saurians                | 22 | 10 | 2  | 1  | 9  | 136 | 122 | 35 |
| 7.   | Hippos Žďár n/S.               | 22 | 7  | 4  | 2  | 9  | 134 | 143 | 31 |
| 8.   | SK Bivoj Litvínov              | 22 | 6  | 5  | 2  | 9  | 117 | 136 | 30 |
| 9.   | FBC Plzeň                      | 22 | 7  | 1  | 2  | 12 | 114 | 123 | 25 |
| 10.  | Sokol Erupting Dragons H. Brod | 22 | 7  | 1  | 1  | 13 | 118 | 148 | 24 |
| 11.  | FTS Florbal Náchod             | 22 | 3  | 2  | 2  | 15 | 95  | 144 | 15 |
| 12.  | FBC Start98                    | 22 | 3  | 1  | 4  | 14 | 94  | 152 | 15 |

## Play-off
První tři týmy si postupně zvolily soupeře pro čtvrtfinále z druhé čtveřice. Jednotlivá kola play-off se hrála na tři vítězné zápasy. Čtvrtfinále se hrálo od 10. do 20. března, semifinále od 24. března do 4. dubna a finále od 7. března do 14. dubna 2012.

### Pavouk
|  | Čtvrtfinále (na zápasy)      | Čtvrtfinále (na zápasy)      |                         |   | Semifinále (na zápasy) | Semifinále (na zápasy) |  |  | Finále (na zápasy) | Finále (na zápasy) |
|  |                              |                              |                         |   |                        |                        |  |  |                    |                    |
|  |                              |                              |                         |   |                        |                        |  |  |                    |                    |
|  | AC Sparta Praha Florbal      | 3                            |                         |   |                        |                        |  |  |                    |                    |
|  | AC Sparta Praha Florbal      | 3                            |                         |   |                        |                        |  |  |                    |                    |
|  | Hippos Žďár n/S.             | 1                            |                         |   |                        |                        |  |  |                    |                    |
|  | Hippos Žďár n/S.             | 1                            | AC Sparta Praha Florbal | 3 |                        |                        |  |  |                    |                    |
|  |                              |                              | AC Sparta Praha Florbal | 3 |                        |                        |  |  |                    |                    |
|  |                              | TJ Sokol Královské Vinohrady | 2                       |   |                        |                        |  |  |                    |                    |
|  | TJ SAM73 Znojmo              | TJ Sokol Královské Vinohrady | 2                       | 0 |                        |                        |  |  |                    |                    |
|  | TJ SAM73 Znojmo              |                              |                         | 0 |                        |                        |  |  |                    |                    |
|  | TJ Sokol Královské Vinohrady | 3                            |                         |   |                        |                        |  |  |                    |                    |
|  | TJ Sokol Královské Vinohrady | 3                            | AC Sparta Praha Florbal | 3 |                        |                        |  |  |                    |                    |
|  |                              |                              | AC Sparta Praha Florbal | 3 |                        |                        |  |  |                    |                    |
|  |                              | FBŠ Hattrick Brno            | 0                       |   |                        |                        |  |  |                    |                    |
|  | FBŠ Hattrick Brno            | FBŠ Hattrick Brno            | 0                       | 3 |                        |                        |  |  |                    |                    |
|  | FBŠ Hattrick Brno            |                              |                         | 3 |                        |                        |  |  |                    |                    |
|  | SK Bivoj Litvínov            | 1                            |                         |   |                        |                        |  |  |                    |                    |
|  | SK Bivoj Litvínov            | 1                            | FBŠ Hattrick Brno       | 3 |                        |                        |  |  |                    |                    |
|  |                              |                              | FBŠ Hattrick Brno       | 3 |                        |                        |  |  |                    |                    |
|  |                              | FBC Kladno                   | 2                       |   |                        |                        |  |  |                    |                    |
|  | FBC Kladno                   | FBC Kladno                   | 2                       | 3 |                        |                        |  |  |                    |                    |
|  | FBC Kladno                   |                              |                         | 3 |                        |                        |  |  |                    |                    |
|  | Paskov Saurians              | 2                            |                         |   |                        |                        |  |  |                    |                    |
|  | Paskov Saurians              | 2                            |                         |   |                        |                        |  |  |                    |                    |

### Baráž
Poražený finalista, tým FBŠ Hattrick Brno, prohrál v extraligové baráži proti týmu FBC Liberec.

## Play-down
Play-down se hrálo od 17. března do 15. dubna 2012. První kolo play-down hrály 9. s 12. a 10. s 11. týmem po základní části. Jednotlivá kola play-down se hrála na tři vítězné zápasy.
Poražení z prvního kola sestoupili do 2. ligy. Vítězové hráli proti sobě ve druhém kole. Vítěz druhého kola zůstal v 1. lize, poražený sestoupil do 2. ligy.
|  | 1. kolo (na zápasy) | 1. kolo (na zápasy) |           |   | 2. kolo (na zápasy) | 2. kolo (na zápasy) |
|  |                     |                     |           |   |                     |                     |
|  |                     |                     |           |   |                     |                     |
|  | FBC Plzeň           | 2                   |           |   |                     |                     |
|  | FBC Plzeň           | 2                   |           |   |                     |                     |
|  | FBC Start98         | 3                   |           |   |                     |                     |
|  | FBC Start98         | 3                   | FBC Plzeň | 1 |                     |                     |
|  |                     |                     | FBC Plzeň | 1 |                     |                     |
|  |                     | Sokol H. Brod       | 3         |   |                     |                     |
|  | Sokol H. Brod       | Sokol H. Brod       | 3         | 3 |                     |                     |
|  | Sokol H. Brod       |                     |           | 3 |                     |                     |
|  | FTS Florbal Náchod  | 1                   |           |   |                     |                     |

## Konečné pořadí
| Pořadí           | Tým                            |
| ---------------- | ------------------------------ |
| Zlatá medaile    | AC Sparta Praha Florbal        |
| Stříbrná medaile | FBŠ Hattrick Brno              |
| Bronzová medaile | FBC Kladno                     |
| 4.               | TJ Sokol Královské Vinohrady   |
| 5.               | TJ SAM73 Znojmo                |
| 6.               | Paskov Saurians                |
| 7.               | Hippos Žďár n/S.               |
| 8.               | SK Bivoj Litvínov              |
| 9.               | Sokol Erupting Dragons H. Brod |
| 10.              | FBC Plzeň                      |
| 11.              | FTS Florbal Náchod             |
| 12.              | FBC Start98                    |